# Лужицький альянс

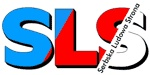
Колишній логотип партії (до 2010 року)

Лужицького альянс (верхньо-луж. Łužiska Alianca; нижньо-луж. Łužyska Alianca; нім. Lausitzer Allianz) — регіональна політична партія, яка діє в Німеччині у федеральних землях Саксонія і Бранденбург та представляє інтереси лужицького народу. Партія є повноправним членом Європейського вільного альянсу.

## Історія
Сучасний Лужицький альянс є наступником Лужицької народної партії (Serbska Ludowa Strona), яка була заснована 2 листопада 1919 року під первісним найменуванням «Łužiska Ludowa Strona» (Lausitzer Volkspartei). У 1924 році партія отримала нову назву «Сорбська/Вендська народна партія» — «Serbska Ludowa Strona» (Wendische Volkspartei). Партія представляла політичні інтереси лужицького народу і вимагала визнання рівноправності для лужичан у суспільному житті Німеччини. Першим головою партії був лужицький громадський діяч Арношт Барт-Брезинчанський. Партія розробила програму, яка передбачає мирне співіснування лужицького і німецького народів і закликала внести в законодавство положення, що встановлюють державну та культурну рівність лужицького народу.
У 1920 році з партії вийшов Політичний комітет Товариства святих Кирила і Мефодія, якого не влаштовувала політична програма партії, не відповідала політичної лінії християнських демократів Німеччини. У 1924 році Лужицька народна партія вступила до Союзу національних меншин Німеччини, де її інтереси представляв письменник Ян Скала. У 1924 році головою партії був обраний Якуб Лоренц-Залеський, який був на цій посаді до 1933 року, коли діяльність партії була заборонена нацистами. У 1925 році Лужицька народна партія сформувала Національну раду разом з культурно-громадськими організаціями «Домовіна» і «Матиця сербська».
8 вересня 1946 року в пункті № 3 підсумкового документа з'їзду «Домовіни» було висунуто пропозицію відтворити Лужицьку народну партію, однак це рішення не було здійснено через відмову правлячої комуністичної влади і радянської окупаційної адміністрації.

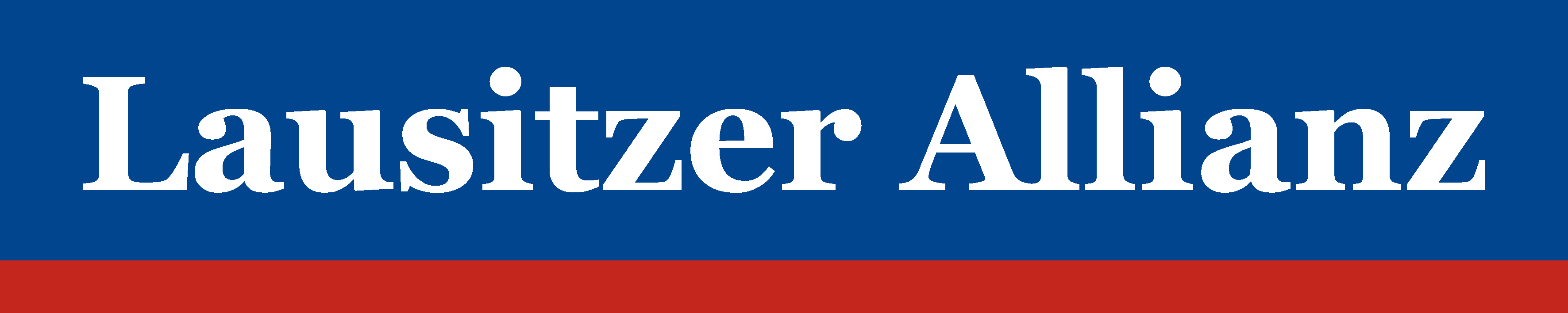
Сучасний логотип партії

Партія під тим самим найменуванням «Serbska Ludowa Strona» (SLS) була відновлена після об'єднання Німеччини на Установчому з'їзді в Котбусі, який відбувся 26 березня 2005 року. На III з'їзді партії, який відбувся 26 квітня 2010 року, партія була перейменована на Лужицький альянс. На цьому з'їзді було проголошено, що партія дотримується центристських положень і є відкритою для прийняття у свої ряди на правах колективних членів різних лужицьких громадських і політичних рухів.
З березня 2009 року партія бере участь як спостерігач у Європейському вільному альянсі EFA.

## Муніципальні та районні вибори у Бранденбурзі
На місцевих виборах 28 вересня 2008 року в Бранденбурзі партія взяла участь у виборах в окрузі Шпрее-Нейсе-Крайс разом з Громадянською ініціативою Клінг Рунде як «Bürger für die Lausitz — Klinger Runde». Блок здобув два місця — з 50 — у районній асамблеї.

## Організаційна структура
Вищим органом партії є з'їзд, який скликається один раз на два роки. У період між з'їздами діють Генеральна рада та Виконавчий комітет. Генеральна рада, що обирається на черговому з'їзді, відповідає за управління партією в період між з'їздами. Виконавчий комітет складається з різних відділів, які виконують рішення з'їзду.
Лужицького Альянс підрозділяється на дві регіональні асоціації за географічною ознакою в Нижній Лужиці та Верхній Лужиці. Ці дві асоціації в свою чергу поділяються на місцеві організації.
В даний час головою партії є Ханнес Вільгельм-Келль.